# Elena Roig
Elena Roig (-1585) va ser una insigne dama valenciana del segle XIV i la benefactora de la Cartoixa d’Aracristi.
Filla de Tomàs Roig i germana de Cristòfol i Joaquim Roig, Elena Roig provenia, per tant, d'una família acomodada de la ciutat de València. Pel que sembla, Elena va acumular tots els béns familiars (pares, germans i del seu espòs Gaspar Artés, un cavaller de València amb qui no havia tingut descendència). Possiblement, quan va veure que el seu traspàs estava pròxim, va pensar a deixar la seua gran herència a la resta de família, personal de servei, religiosos, parròquies, convents, etc., tot exposat minuciosament a les clàusules del testament. La donació de l'alqueria a Valldecrist és la particularitat que més destaca, així com les condicions imposades per la testadora i l'ordre de prioritats a l'hora d'heretar la hisenda en cas de renúncia dels cartoixans. Tot indica que Elena Roig tenia una vinculació especial amb aquests monjos, suposadament per influència del seu germà Cristòfol, que era inquisidor apostòlic a Saragossa i cabiscol de la catedral de València.
El 2 de novembre de 1582, Elena Roig, davant el notari Jaume Cristòfol Ferrer i dels preveres de València, Pere Marco, Marc Didago i Maties Rene, manifesta trobar-se indisposta, però amb bon seny i paraula i, alhora que revoca i anul·la tots els testaments, codicils i altres darreres voluntats fetes abans, i redacta el seu últim testament segons el seu desig perquè sobre l'alqueria de la seua propietat i els seus camps s'alçara la Cartoixa de Nostra Senyora d'Arachristi “per a que allí sia fundat monestir que se alabe lo nom de Nostre Señor Déu per a tots los temps” on volia ser soterrada i on es pot trobar la seua efigie en escaiola. De trenta clàusules que en total tenia el testament, en destaca la segona i la quinzena perquè fan referència al lloc triat per a la seua sepultura (junt amb la del seu germà) a la cartoixa de Valldecrist, a més llega a l'esmentat cenobi l'alqueria situada prop del Puig, anomenada vulgarment de mossén Roig, que inclou totes les terres i un molí fariner, a més de les pertinences que s'hi troben.
Però l'heretat mai no passà als frares, ni la pietosa dama va ser soterrada a la cartoixa d'Altura, perquè el 19 d'agost de 1584, davant el notari de València Joan Miquel feu un codicil al testament, que afectava a aquestes dues clàusules: 
"Primerament revoque la clàusula o clàusules que en lo testament que yo tinch fet e rebut per Jaume Cristòfol Ferrer, notari de València, té en son poder, dich la clàusula del llegat que de la mia alqueria feya al convent de Valldechrist, axí de dita alqueria com de soterrament que està en dit testament. És ma voluntat que sobri dit llegat de l'alqueria, que direm per nom Nostra Señora de Arachristi, sia fundada casa de cartuxos perquè allí sia fundat monestir que se alabe lo nom de Nostre Señor Déu per a tots los temps. Més és ma voluntat que los pares que la fundara dita casa de Nostra Señora de Arachristi no sien subiectes a ningun convent de dita cartoxa. Més és ma voluntat que dita alqueria la poseheixquen en tots aquells càrrechs que la dexava en lo meu testament ya dit, rebut per Jaume Christòfol Ferrer, com per lo més llargament se dirà. Més és ma voluntat que si al temps de la mia mort esta casa no estara en lo aparell ques pogués fer, fos portat lo meu cos y acomanat en Sant Agostí, en la mia capellade sant Pere, fins que en dit monestir de Nostra Señora de Arachristi se puga portar, lo qual supplique molt a mos marmesors que estan en dit testament, rebut per lo sobredit noatri, es donen tota la presa possible".
Suposadament, aquesta dama de profunda religiositat estaria relacionada estretament amb alguns dels personatges que apareixen de manera freqüent a la documentació i bibliografia referits a la fundació, contactes que influirien en els canvis qualitatius del testament. Aquest cercle d'amistats el formarien l'ermità Pere Muñoz, el franciscà Jaume Sanchis, el dominic fra Doménec Anadón o el jesuïta Martí Alberro, entre d'altres, i influïrien l'ànim de Cristòfol, el seu germà, a l'hora de suggerir en el seu últim testament la cessió de les propietats a Valldecrist, i especialment d'Elena Roig, a l'hora de respectar la possible idea del religiós i després canviar de parer.
Sobretot foren els consells del jesuïta i confessor de la testadora, expressats en forma de somnis, i també la persuasió de la seua amiga Isabel Joan Amigó (germana del futur prior d'Aracristi, fra Joaquim Amigó), els que capgiraren el desig original d'Elena, partidària després de fer donació d'aquests béns a una nova fundació, Nostra Senyora d'Ara Christi. De l'últim codicil citat a dalt es desprén que encara que no entraria en vigor fins després de la seua mort (que finalment ocorregué l'1 d'abril de 1585), que la voluntat del llegat ja era coneguda pels monjos, quan aquests s'encarreguen de sol·licitar a les autoritats les llicències per a la fundació del nou monestir.